# Une aventure de Bout de Zan
Pour plus de détails, voir Fiche technique et Distribution.
Une aventure de Bout de Zan est un film muet français réalisé par Louis Feuillade et sorti en 1913.

## Fiche technique
- Titre : Une aventure de Bout de Zan
- Réalisation : Louis Feuillade
- Scénario : Louis Feuillade
- Société de production : Société des Etablissements L. Gaumont
- Format :  Noir et blanc - 1,33:1 - 35 mm -  film muet
- Métrage : 215 mètres
- Genre : Comédie
- Date de sortie : 
  - France : mars 1913

## Distribution
- René Poyen : Bout-de-Zan
- René Navarre : le père de la fillette
- Renée Carl
- Luitz-Morat
- Monti
- Nollot
- Edmond Bréon